# Drzeńsko (Rzepin)
Drzeńsko (deutsch Drenzig, Kreis Weststernberg) ist ein Dorf in der polnischen Woiwodschaft Lebus und gehört zur Stadt-und-Land-Gemeinde Rzepin (Reppen) im Kreis Słubice (Frankfurt (Oder)-Dammvorstadt).

## Geographische Lage
Drzeńsko liegt in der Neumark, vier Kilometer nordwestlich  der ehemaligen Kreisstadt und des heutigen Gemeindehauptorts Rzepin (Reppen).
Durch das Dorf verläuft die Woiwodschaftsstraße 139, die Debrznica (Döbberitz) im Südosten mit Górzyca (Göritz (Oder)) im Nordwesten verbindet.
Drzeńsko ist Bahnstation an der Bahnstrecke Breslau – Stettin der Polnischen Staatsbahn (PKP). Über den Bahnhof in Rzepin (Reppen) besteht Anschluss an die Bahnstrecke Frankfurt (Oder) – Posen.

## Ortsname
Die Ortsbezeichnung Drzeńsko kommt in Polen noch einmal vor: Drzeńsko im Kreis Sławno (Schlawe in Pommern). Beide Male steht der Name für die frühere deutsche Bezeichnung „Drenzig“. Nahe der Stadt Gubin (Guben) befinden sich die Orte Drzeńsk Wielki und Drzeńsk Mały, die im Deutschen „Groß Drenzig“ und „Klein Drenzig“ genannt wurden.

## Geschichte

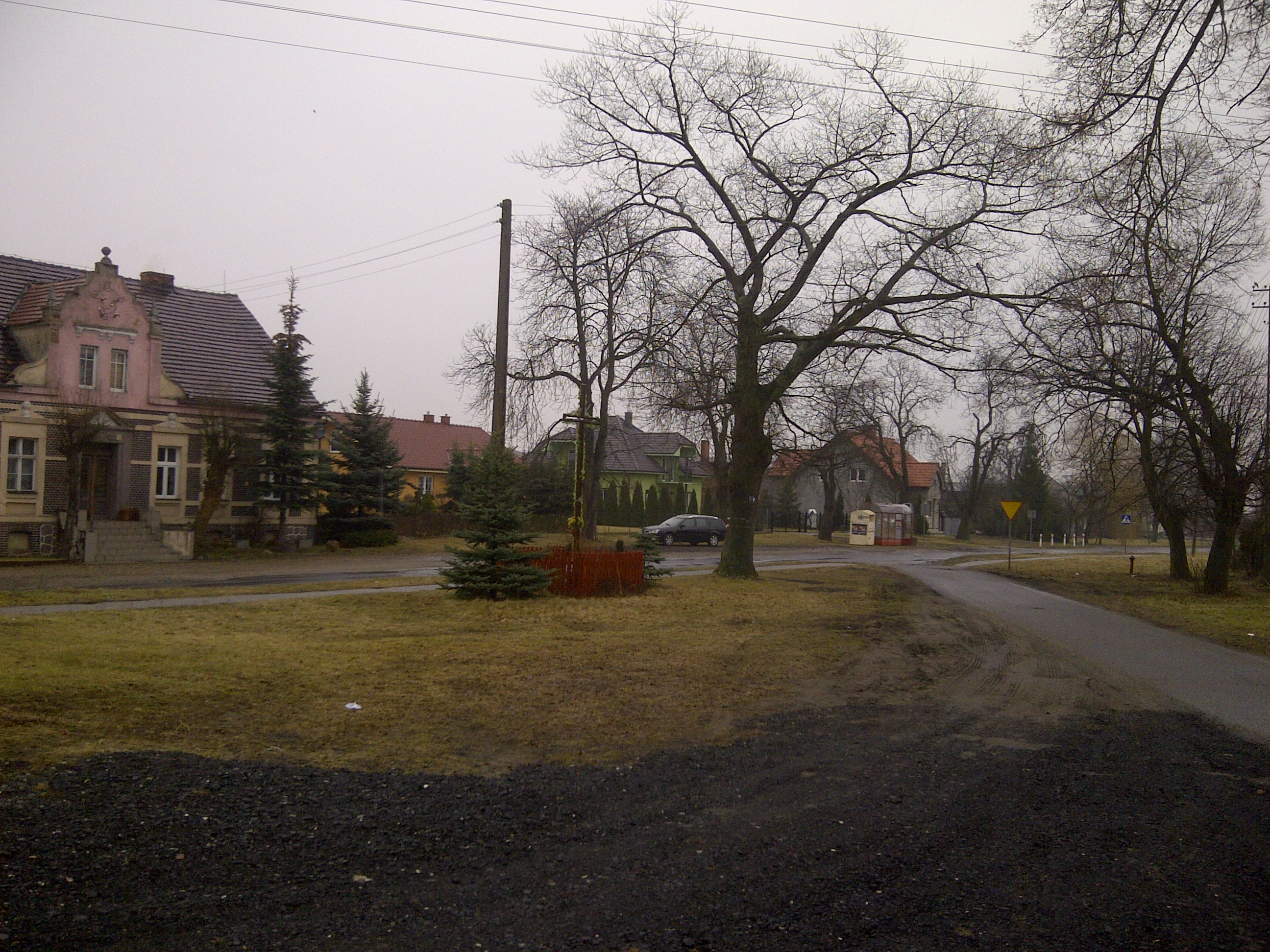
Straßenzug in Dorfmitte

Im Jahre 1801 waren in Drenzig 17 Bauern, elf Kolonisten, neun Büdner und 14 Einlieger ansässig. Im Ort gab es  eine Schmiede, eine Ziegelei, eine Gaststätte und ein Vorwerk. Bis 1828 lag das Dorf im Kreis Frankfurt (Oder) und kam dann zum Landkreis Weststernberg (Kreissitz: Reppen, heute polnisch: Rzepin) im Regierungsbezirk Frankfurt der preußischen Provinz Brandenburg.
Mit den Gemeinden Neuendorf (Gajec) und Zohlow (Sulów) bildete Drenzig vor 1945 den Amtsbezirk Neuendorf. Zum Dorf gehörten die Wohnplätze Mühlengrundstück, Schwarzes Vorwerk und Ziegelei.
Im Jahr 1801 waren in Drenzig 254 Einwohner (bei 43 Feuerstellen) registriert. Ihre Zahl stieg bis 1895 auf 507, betrug 1910 noch 463, sank aber dann bis 1933 auf 406 und bis 1939 auf 360.
Gegen   Ende des Zweiten Weltkriegs war  die Region um Drenzig Schauplatz von Kampfhandlungen und  wurde im Frühjahr  1945  von der Roten Armee besetzt.  Danach wurde Drenzig unter polnische Verwaltung gestellt und anschließend  in  Drzeńsko umbenannt. Die Bewohner, die vor den Kampfhandlungen ausgewichen und dann wieder in den Ort zurückgekehrt waren,  wurden von der örtlichen polnischen Verwaltungsbehörde in der Folgezeit aus ihrem Dorf vertrieben und  durch Polen ersetzt.
Unter der Bezeichnung Drzeńsko ist die Ortschaft  heute der Gmina Rzepin im Powiat Słubicki in der Woiwodschaft Lebus (1975 bis 1998 Woiwodschaft Gorzów (Landsberg (Warthe))) angegliedert. Hier leben  etwa 450 Einwohner.

### Einwohnerzahlen
- 1818: 224[2]
- 1933: 406[3]
- 1939: 360[3]

## Kirche

### Dorfkirche
Die Drenziger Kirche stammte aus dem 13. Jahrhundert. Im 18. Jahrhundert wurde sie umgebaut, und 1985 wieder aufgebaut. Das vor 1945 für evangelische Gottesdienste genutzte Kirchengebäude ist heute ein katholisches Gotteshaus und trägt den Namen Kościół pw. Jezusa Miłosiernego.

### Kirchengemeinde
Vor 1945 war Drenzig evangelischer Pfarrort und gehörte zur Inspektion Drossen (heute polnisch: Ośno Lubuskie) in der Kirchenprovinz Brandenburg der Kirche der Altpreußischen Union. Seit 1945 werden die hier lebenden evangelischen Kirchenglieder vom Pfarramt in Gorzów Wielkopolski (Landsberg (Warthe)) in der Diözese Breslau der Evangelisch-Augsburgischen Kirche in Polen betreut. Gottesdienstort ist Słubice (Frankfurt (Oder)-Dammvorstadt).
Nach 1945 kam Drzeńsko mit den anderen Filialorten Gajec (Neuendorf), Lubiechnia Wielka (Groß Lubbichow), Lubiechnia Mała (Klein Lubbichow), Rzepin (Reppen) und Starościn (Friedrichswille) zur Pfarrei Rzepin im Dekanat Rzepin des Bistums Grünberg-Landsberg der Katholischen Kirche in Polen.